# Oreogrammitis conformis
Oreogrammitis conformis är en stensöteväxtart som först beskrevs av Brackenr., och fick sitt nu gällande namn av Barbara S. Parris. Oreogrammitis conformis ingår i släktet Oreogrammitis och familjen Polypodiaceae. Inga underarter finns listade.